# Jüdischer Friedhof (Orlová)
Koordinaten: 49° 50′ 21,1″ N, 18° 25′ 23,4″ O

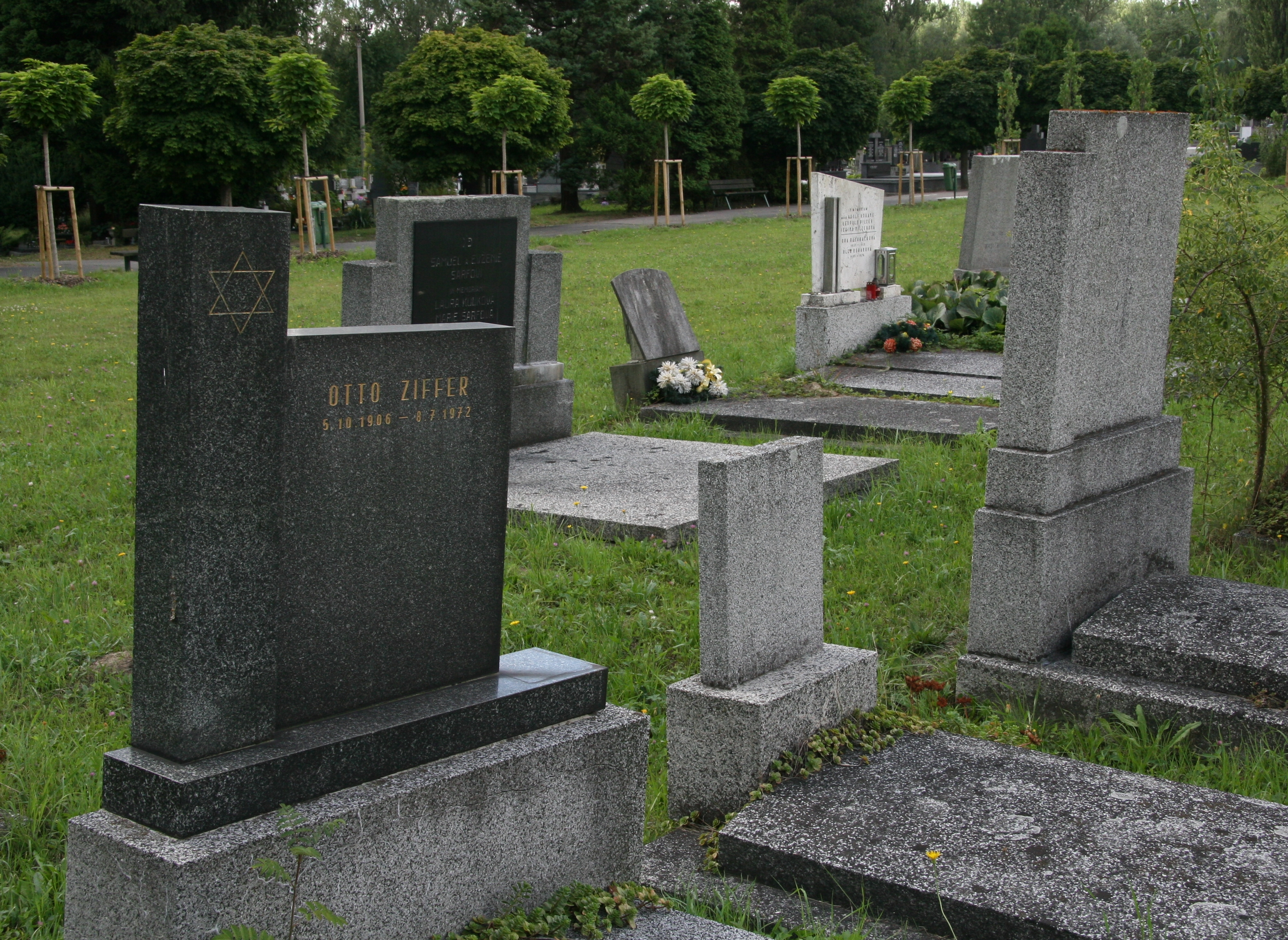
Jüdischer Friedhof in Orlová

Der Jüdische Friedhof in Orlová (deutsch Orlau), einer tschechischen Stadt im Okres Karviná in der Region Mährisch-Schlesien, wurde um 1900 angelegt. Der jüdische Friedhof liegt am südlichen Stadtrand.
Auf dem circa 210 Quadratmeter großen Friedhof sind heute noch einige Grabsteine mit hebräischen, tschechischen und deutschen Inschriften vorhanden.